# Saint-Loup-Terrier
 Saint-Loup-Terrier  là một xã ở tỉnh Ardennes, thuộc vùng Grand Est ở phía bắc nước Pháp.